# Gemma Coma-Alabert
Gemma Coma-Alabert (Girona, 10 de febrer de 1976) és una mezzosoprano catalana.
Nascuda en una família de músics de Girona, inicià els estudis de piano, composició, violoncel i música de cambra al Conservatori de Música Isaac Albéniz de Girona. Estudià cant al Conservatori Nacional de Perpinyà i al Conservatori del Liceu on obtingué el Premi d'Honor de final de carrera. Continuà els estudis al Conservatori Nacional Superior de París on el 2003 obtingué el Primer Premi. Seguí estudis de perfeccionament a la Guildhall School of Music de Londres i, a banda, treballà amb grans figures de la lírica internacional com Montserrat Caballé, Renata Scotto, Susanne Mentzer i Delores Ziegler.
L'any 2000 enregistra l'ària de l'òpera Absalon de Giovanni Paolo Colonna per la pel·lícula Vatel de Roland Joffé. L'any 2003 fou guardonada amb el Premi Especial en el Concurs Internacional de Cant de Marmande, a França. Ha cantat en moltes ocasions a França, on ha interpretat diferents papers a l'Òpera de Besançon, entre els quals destaca Dorabella, i el paper principal de L'Enfant et les Sortilèges de Ravel amb l'Orquestra Philarmonique de Lorraine a Metz. Durant la temporada 2004-05 va debutar en el paper de Carmen al Theatre de la Bourse de Lió, una obra que ha representat arreu de Catalunya. També ha actuat al Théatre des Champs-Elysées, l'òpera de Toló, Nantes, Rennes i Lausana.
La temporada 2004-2005 va fer la primera aparició al Gran Teatre del Liceu de Barcelona i al Teatre de Bilbao en el paper de gata de L'enfant et les sortiléges i Lisetta a Il mondo della luna de Haydn.
L'estiu de 2005 va debutar als Estats Units a l'Aspen Opera Theater, estat de Colorado, interpretant el paper de Medea de l'òpera Il Giasone de Cavalli, dirigida per Harry Bicket, essent considerada una mezzosoprano amb gran ímpetu i bon treball vocal i de caracterització, segons crítica del New York Times. L'any següent hi torna a cantar a l'òpera Albert Herring, de Britten, dirigida per Edward Berkeley.
El 2 de maig de 2009 debutà a Nova York en un concert amb la guitarrista nord-americana Sharon Isbin. L'any 2010 actuà a l'abadia de Montserrat en la inauguració del nou orgue de Montserrat. L'any 2013 enregistrà la Missa de Rèquiem de Giovanni Bottesini amb la London Philharmonic Orchestra dirigida per Thomas Martin. Ha interpretat El Pessebre de Pau Casals en diverses ocasions i sota les batutes de diferents directors: el 2011 amb l'Opéra Orchestre National Montpellier Languedoc-Roussillon dirigida per Lawrence Foster; el 2012 amb l'Orquestra Simfònica de Barcelona i Nacional de Catalunya dirigida per Arthur Post; i el 2015 amb l'Orquestra Simfònica del Gran Teatre del Liceu dirigida per Josep Pons. El 2016 enregistra el poema simfònic Dante d'Enric Granados amb l'Orquestra Simfònica de Barcelona i Nacional de Catalunya dirigida per Pablo González.
Els anys 2018 i 2019 participa en els projectes de la Simfònica de Cobla i Corda de Catalunya: Llull (Premi Enderrock 2019 al Millor Disc de Clàssica) i Clàssics Enderrock.